# جون دیکسون
جون دیکسون (انگلیسی: Joan Dixon؛ ۶ ژوئن ۱۹۳۰ – ۲۰ فوریهٔ ۱۹۹۲) یک هنرپیشه و خواننده اهل ایالات متحده آمریکا بود.

## بخشی از فیلمشناسی
از فیلم‌ها یا برنامه‌های تلویزیونی که وی در آن نقش داشته‌است می‌توان به آثار زیر اشاره کرد.
- راه‌بند (فیلم) (۱۹۵۱)
- میرکل مایل شاپس (فیلم) (۱۹۵۲)
- آلفرد هیچکاک تقدیم می‌کند ()